# مضادات حيوية من عائلة موينوميسين

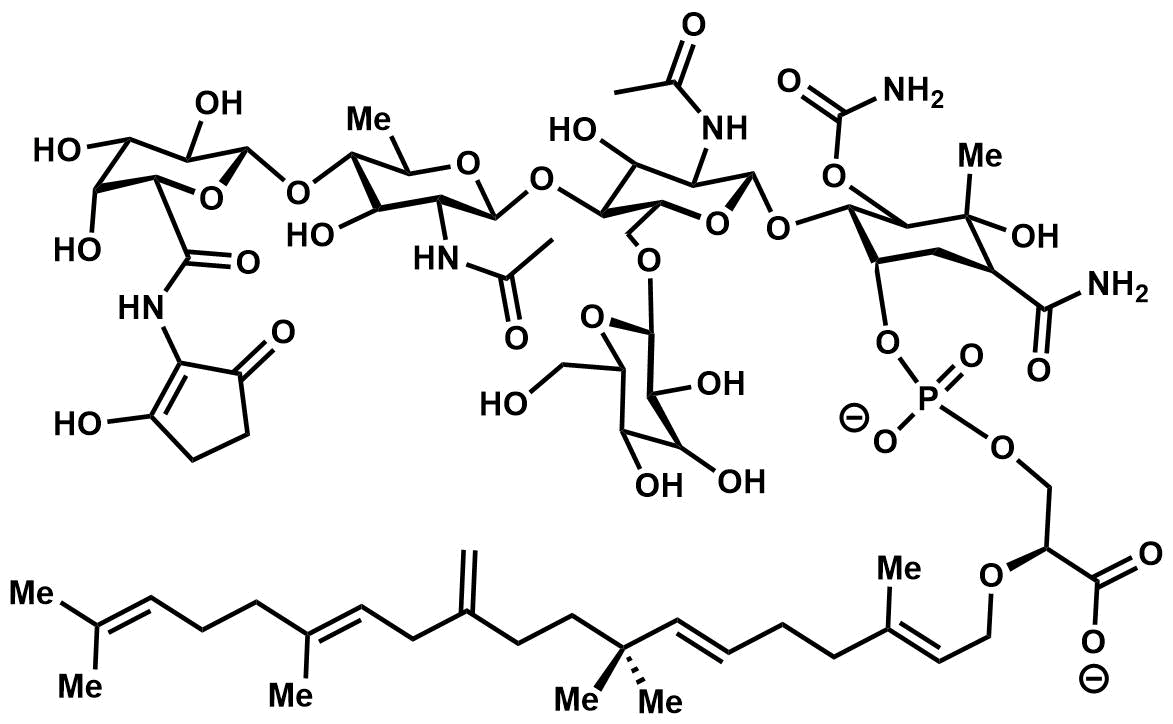
موينوميسين أ

Moenomycins أسرة مكونة من الفوسفات شحمي سكري المضادات الحيوية ، الأيض من جنس البكتيريا السبحية . Moenomycin A هو العضو المؤسس لعائلة المضادات الحيوية واكتشفت غالبيتها بنهاية أواخر السبعينيات. ووصفت لأول مرة في عام 1965، 

## هيكل بعض المضادات الحيوية من عائلة موينوميسين

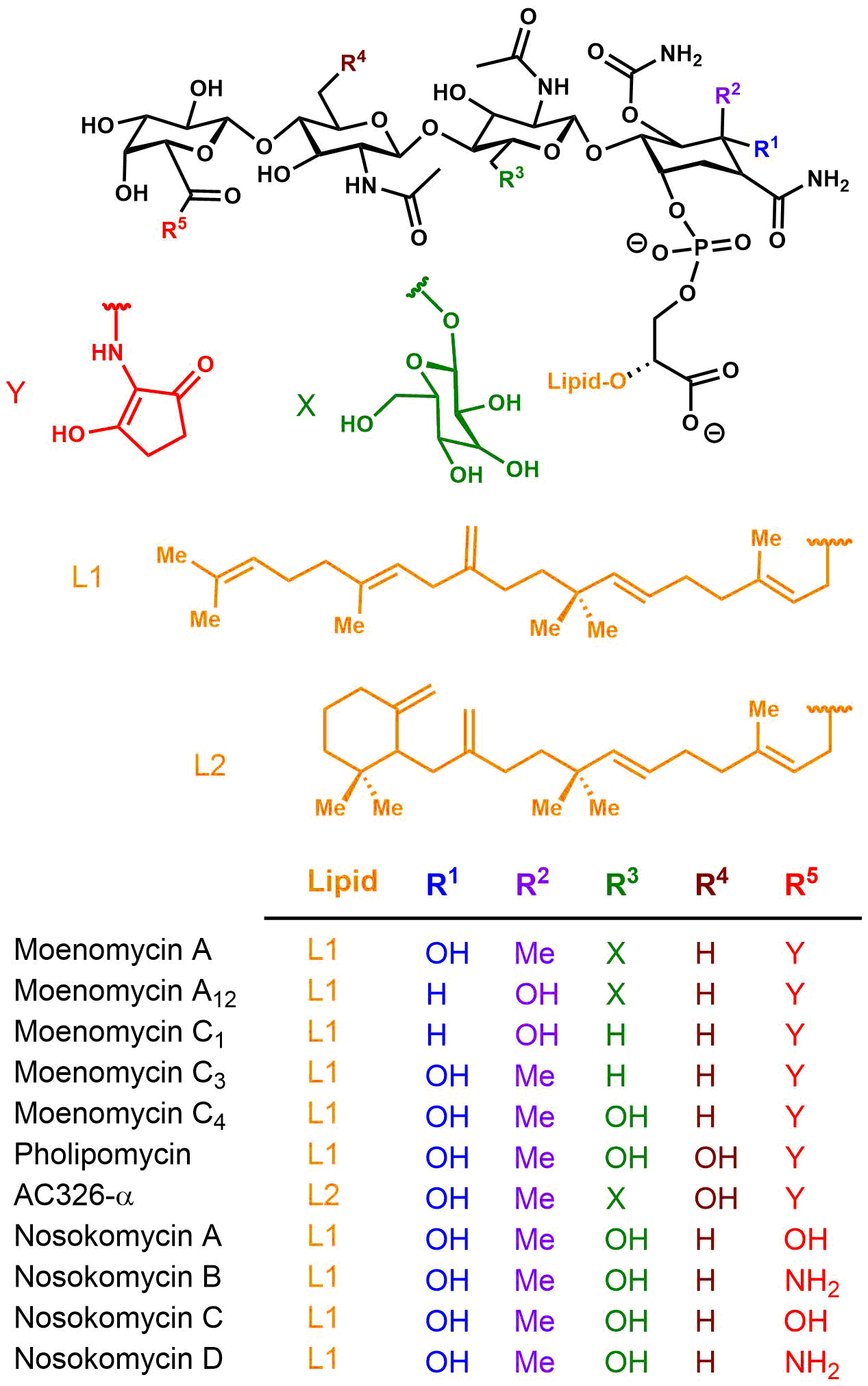
تراكيب أعضاء بارزين من عائلة المضادات الحيوية موينوميسين

يمكن اختزال الموينوميسين إلى ثلاث سمات هيكلية رئيسية 
1. عمود فقري مركزي لحمض 3-فوسفوجليسيريك.
2. سلسلة إيزوبرينويد مكونة من 25 كربون متصلة بواسطة رابط إيثر بموضع C2 لحمض 3-فوسفوجليسيريك.
3. رباعي السكاريد البديل مربوط عن طريق رابط فوسفوديستر بحمض 3-الفوسفوجليسيريك.

يعود تنوع عائلة moenomycin إلى المزيج من سلاسل isoprenoid المختلفة و tetrasaccharides المختلفة 
واستنادا إلى التجارب، فإن العلامة المميزة لmoenomycin هي وجود 25 كربون الكحول moenocinol أو diumycinol على التحلل من ذيل الدهون. حيث تنشأ هذه الكحولات من دهون L1 أو L2 على التوالي في الشكل.  هذان الهيكلان هما الذيل الدهني الوحيد المرصود ضمن عائلة الموينوميسين ، مع كون AC326-α هو الوحيد المعروف بإنتاج الديوميسينول. 
وفيما يتعلق بجزء رباعي السكاريد، يمكن أن تختلف الكيمياء الفراغية والوظائف عند R 1 و R 2 اعتمادًا على ما إذا كانت وحدة السكاريد هذه هي D-gluco مقابل D-galacto ؛ حيث توجد مجموعة ميثيل محورية في الحالة السابقة باستثناء موينوميسين A 12 و C 1 حيث يوجد بدلاً من ذلك هيدروكسيل محوري. يمكن نزع الأكسجين أو الهيدروكسيل أو الغليكوزيلات عن شكل قليل السكاريد عند موضع R 3 - تشمل الأمثلة البارزة لعنصر السكاريد الخماسي موينوميسين A و AC326-α.
يُعتقد أن الجليكان الإضافي يمكن أن يعزز الخصوصية والارتباط بالبروتين المستهدف ، مما يوفر نشاطًا متزايدًا.  باستثناء pholipomycin وAC326-α، وحدة السكريد R 4 عادة ما يكون deoxysaccharide.
وأخيرا، في معظم moenomycins يرتبط الموقف R 5 إلى 2 aminocyclopentane-1،3-ديون - مريحة حامل اللون تستخدم لتحليل هيكلي. بالنسبة لفصيلة nosokomycin الفرعية ، يشكل هذا الموضع كربوكساميد أو حمض الكربوكسيل.  

## التوليفة الكيميائية
أثبت أن التوليف الكلي صعوبة بسبب التعقيد الهيكلي للموينوميسينات، حيث تم الإبلاغ عن توليف إجمالي واحد فقط حتى الآن. وتتضمن بعض أكبر التحديات تشكيل روابط الجليكوسيد مع التحكم الكيميائي المجسم وتزيين الموقع على وجه التحديد مع السكاريد الصغير بوظيفة قلادة. من خلال إدراك أن غالبية التباين داخل عائلة الموينوميسين ينبع من الاختلافات داخل وحدة السكريات قليلة السكاريد ، صمم Kahne and lab تخليقًا كليًا فعالًا ومرنًا للموينوميسين A الذي يتيح الوصول إلى نظائرها بالإضافة إلى أعضاء آخرين من عائلة موينوميسين. 

## التخليقات الحيوية

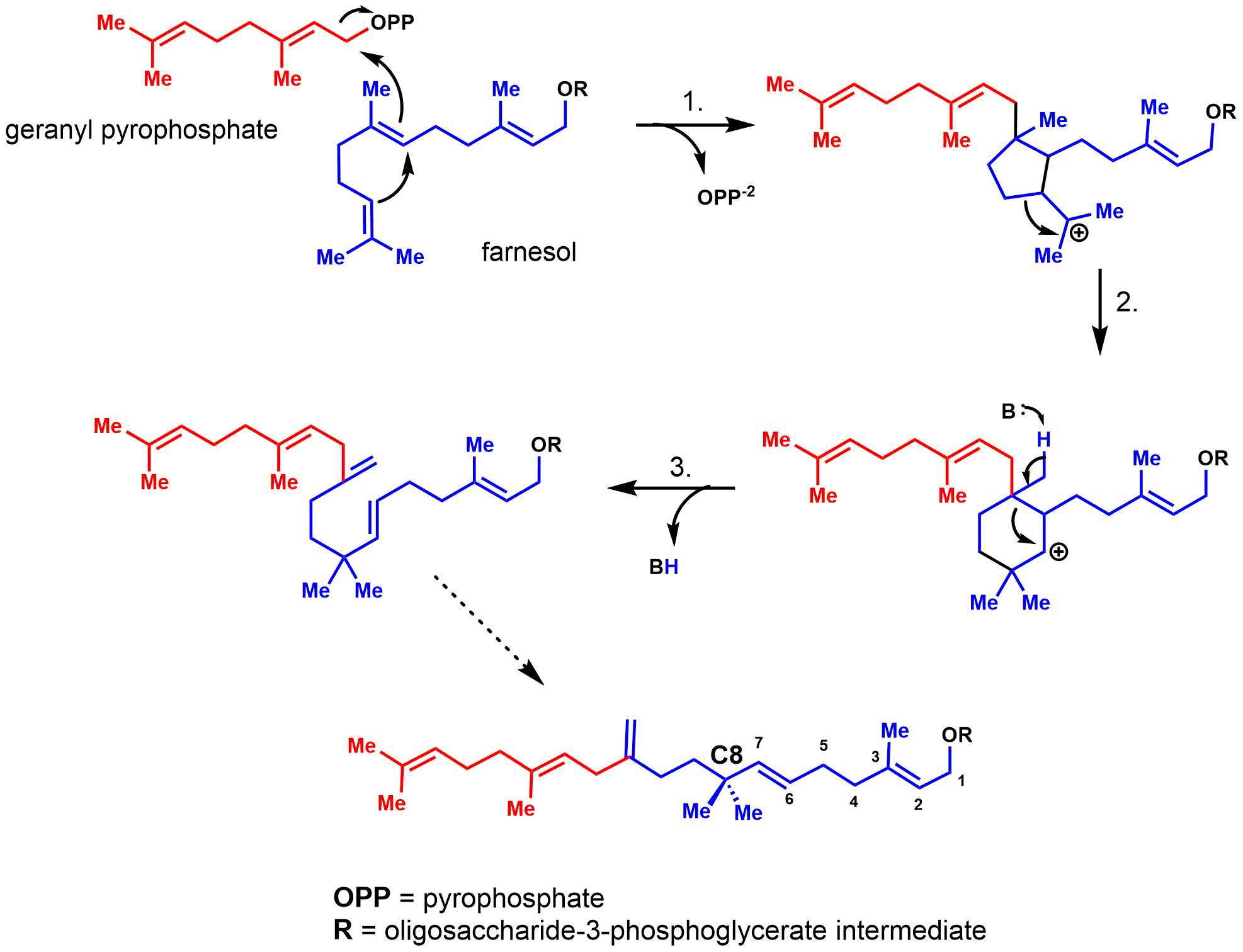
آلية التخليق الحيوي للذيل الدهني للموينوسينول من موينوميسين أ. من مشتق فارنيسيل وبيروفوسفات جيرانيل: 1. التخلص من الدورة الدموية والبيروفوسفات 2. توسيع الحلقة 3. فتح حلقة محفز القاعدة

تم إجراء استكشاف مكثف في التخليق الحيوي لعائلة الموينوميسين لإبلاغ الهندسة الوراثية والتخليق الحيوي لنظائر الموينوميسين الجديدة بشكل أفضل. ركز العمل المبكر على التخليق الحيوي للموينوميسين على الذيل الدهني المكون من 25 كربونًا المشتق من الموينوسينول ؛ كان الذيل ذا أهمية خاصة بالنظر إلى أنه يبدو أنه يكسر قاعدة الأيزوبرين عند C8 ، التي تحتوي على كربون رباعي . كشفت دراسات التغذية أن ذيل دهون الموينوسينول ينشأ من سلائف من 15 كربون فارنيسيل و 10 كربون جيرانيل بيروفوسفات . 
في الآونة الأخيرة ، تم وصف مجموعة الجينات التخليقية الحيوية للموينوميسين أ لأول مرة في عام 2007 في Streptomyces ghanaensis . 
وفي عام 2009 ، تم تمييز مسار السبعة عشر خطوة للتخليق الحيوي بشكل كامل ، وكشف عن ترتيب التجميع للسقالة الجزيئية. 

## الاستخدام الطبي
تستهدف المينوميسينات الببتيدوغليكان البكتيرية غليكوزيل ترانسفيرازات ، مما يثبط تكوين جدار الخلية، مما يؤدي إلى موت الخلية. 
بشكل عام ، تعتبر المضادات الحيوية فعالة بشكل خاص ضد البكتيريا موجبة الجرام مع تركيز مثبط أدنى (MIC) بين 1-100 (نانوغرام / مل). بتركيزات أعلى، ويكون الموينوميسين فعالًا أيضًا ضد البكتيريا سالبة الجرام مع وجود MIC بين 0.3-150 (ميكروغرام / مل).
وتشير الدراسات التي أجريت في الجسم الحي باستخدام نماذج الفئران إلى أن المضادات الحيوية هي عوامل وقائية وعلاجية قوية ، مع اعتبار الحقن تحت الجلد هو الطريقة الأكثر فاعلية للإيصال. 
يستخدم Moenomycins A و C تجاريًا في صياغة Bambermycins (Flavomycin) ، وهو مضاد حيوي بيطري يستخدم فقط في علف الدواجن والخنازير والماشية. 
نظرًا لضعف خصائص الحرائك الدوائية من سلسلة الدهون المكونة من 25 كربونًا ، لا يتم استخدام الموينوميسين في البشر. ومع ذلك ، فإن الدواء الصيدلاني مفهوم جيدًا ، مما يسمح للموينوميسين بالعمل كمخطط لمضادات الجراثيم المستقبلية. 

## طريقة عمل

### عام
تعمل عائلة الموينوميسين كمضاد حيوي عن طريق الارتباط العكسي لانزيمات الجليكوزيلات البكتيرية ، وهي إنزيمات أساسية تحفز امتداد سلسلة الجليكان لجدار الخلية لتشكيل طبقة ببتيدوغليكان مستقرة. تحاكي الموينوميسينات وبالتالي تتنافس مع الركيزة الطبيعية للإنزيم ، مما يثبط نمو جدار الخلية. تؤدي تسوية الجدار إلى تسرب محتويات الخلية ، وفي النهاية موت الخلية.
الموينوميسينات هي مثبطات الموقع النشطة الوحيدة المعروفة لهذه الإنزيمات ، والتي تعد بمضادات حيوية بشرية نظرًا لأن البكتيريا المسببة للأمراض لم تطور مقاومتها على نطاق واسع بعد. 

### علاقات الهيكل والنشاط
يمنح الذيل الدهني المكون من 25 كربونًا للموينوميسين خاصية شبيهة بالمنظفات تسمح لهم بالاندماج في الغشاء السيتوبلازمي للخلية البكتيرية المستهدفة. يقدم هذا التثبيت جزء قليل السكاريد من الجزيء إلى ترانسجليكوزيلاز حيث يمكنه ربط الإنزيم بإحكام وانتقائي ، مما يمنع نمو جدار الخلية.  ومع ذلك ، فإن هذه الخاصية تقوض استخدامها في الإعدادات السريرية. و محبة للجهتين طبيعة moenomycins تحفز النشاط الانحلالي، توفر طويلة نصف العمر في مجرى الدم، ويخلق الميل إلى تجميع في محلول مائي. تُظهر مقارنة الموينوميسين بسلسلة إيزوبرين مختصرة مكونة من 10 ذرات كربون ، أن السكاريد القليل لا يزال بإمكانه ربط موقع الإنزيم النشط بإحكام ، ولكن في الجسم الحي يزيد MIC بشكل كبير نظرًا لأن الدواء غير قادر على تثبيت نفسه في الغشاء السيتوبلازمي وتقديم جزء السكر الخاص به . و مازال هناك حاجة إلى مزيد من الدراسات لتحديد الطول الأمثل لخصائص الحرائك الدوائية. 
على عكس الجزء الدهني ، فإن جزء قليل السكاريد من الموينوميسين مفهوم جيدًا نسبيًا. في حالة عدم وجوده ، يمكن أن يقلل جزء الكروموفور من النشاط بمقدار 10 أضعاف ، مما يشير إلى أنه ليس ضروريًا للتعرف عليه ولكنه يوفر جهات اتصال إضافية مع الإنزيم المستهدف. 